# Henry Carr
Henry Joseph Carr (* 27. November 1941 in Montgomery, Alabama; † 29. Mai 2015 in Griffin, Georgia) war ein US-amerikanischer Sprinter und Olympiasieger.

## Leichtathletik
Carr war einer der stärksten Läufer in den 1960er Jahren. Bereits in der High School war er ein außerordentlicher Sprinter, bevor er während seiner Studienzeit an der Arizona State University zum Star wurde. Er gewann drei nationale Titel, stellte neue Weltrekorde über 200 Meter, 220 Yards und über 4-mal 440 Yards auf. 1963 gewann er die NCAA-Meisterschaft über 200 Meter und stellte im gleichen Jahr einen neuen Weltrekord über 200 Meter mit 20,4 Sekunden und einen über 220 Yards in 20,3 Sekunden auf. 1964 steigerte er seine Leistungen nochmals und stellte einen neuen Weltrekord über 220 Yards in 20,2 Sekunden auf. In den Jahren 1963 und 1964 führte er über 200 Meter die Weltrangliste an.
Bei den Olympischen Spielen 1964 in Tokio gewann er im 200-Meter-Lauf die Goldmedaille, vor seinem Landsmann Paul Drayton und Edwin Roberts aus Trinidad und Tobago sowie die Mannschaftsgoldmedaille in der 4-mal-400-Meter-Staffel, zusammen mit Ollan Cassell, Mike Larrabee und Ulis Williams, vor den Teams aus dem Vereinigten Königreich und Trinidad und Tobago.

## American Football
Nach seiner aktiven Zeit als Sprinter spielte er als Defensive Back American Football für die New York Giants in der National Football League (NFL). Er wurde im NFL Draft 1965 von den Giants in der vierten Runde als 43. Spieler ausgewählt. Zwischen 1965 und 1967 wurde er in 37 Spielen in der Regular Season eingesetzt, lief jedoch nie als Starter auf. Er erzielte einen Touchdown (nach einer Interception).

## Privatleben
Carr war verheiratet und hatte zwei Töchter und einen Sohn. Er gehörte der Glaubensgemeinschaft der Zeugen Jehovas an und starb am 29. Mai 2015 im Alter von 73 Jahren an den Folgen einer Krebserkrankung.